# Pikku Pääsaari
Pikku Pääsaari, nordsamiska: Cehásuálui, är en ö i Finland. Den ligger i sjön Enare träsk och i kommunen Enare i den ekonomiska regionen Norra Lappland och landskapet Lappland, i den norra delen av landet, 1 000 km norr om huvudstaden Helsingfors. Öns area är 54,3 hektar och dess största längd är 1,3 kilometer i sydväst-nordöstlig riktning.